# Quatuor à cordes no 1 de Roger-Ducasse
Pour les articles homonymes, voir Quatuor à cordes no 1.
Le Quatuor à cordes en ré mineur est la première partition importante de Jean Roger-Ducasse dans le domaine de la musique de chambre.
Composé dès 1900, dans un projet esquissé en commun avec certains de ses camarades du Conservatoire de Paris — Paul Ladmirault certainement, peut-être Raoul Bardac et Maurice Ravel — pour rendre hommage à leur maître Gabriel Fauré, achevé en 1909, le Quatuor à cordes révèle une parfaite maîtrise de l'écriture pour les instruments à cordes en annonçant les principales caractéristiques du langage de Roger-Ducasse, dont une exigence technique et esthétique qui se retrouve de manière plus affirmée encore dans le Quatuor à cordes en ré majeur, son testament musical.
La première audition du Quatuor a lieu le 17 décembre 1909 au cours d'un concert du Cercle musical de Paris. L'œuvre est généralement bien accueillie, notamment par Fauré, son dédicataire, mais aussi par Claude Debussy.

## Composition
Roger-Ducasse entreprend la composition d'une pièce pour quatuor à cordes dès 1900, alors qu'il est encore étudiant au Conservatoire de Paris dans la classe de composition de Gabriel Fauré. C'est pour rendre hommage à leur maître que le jeune musicien et trois de ses condisciples — Maurice Ravel, Paul Ladmirault et Raoul Bardac — envisagent de composer chacun un mouvement d'un Quatuor à cordes « sur le nom de Fauré ».
Le projet n'aboutit pas, projet ambitieux puisque ces compositeurs entendaient « commencer par où les autres finissent — les autres : Franck, Chausson, Fauré, Smetana… », comme le relève Vladimir Jankélévitch — projet entouré d'un certain mystère, ou du moins d'incertitude puisqu'Adélaïde de Place en donne une autre version, où « Ladmirault, Ravel, Louis Aubert et Georges Enesco formèrent le projet de composer ensemble un quatuor à cordes dédié à leur maître commun, Gabriel Fauré, en adoptant comme thème les lettres de son nom, quatuor qui ne vit jamais le jour ».
Le Quatuor à cordes de Ravel, dédié à Gabriel Fauré, est créé le 5 mars 1904. Roger-Ducasse, « élève chéri de Fauré », a entrepris la composition de son Quatuor à cordes en ré mineur mais aussi d'un Quatuor en sol mineur avec piano — et « il n'aime guère le travail précipité. Il lui faut trouver ses idées musicales, les mettre en œuvre, les étudier, les développer, puis les reprendre. Bref, il mettra neuf ans pour achever le premier Quatuor, et douze ans pour l'autre… » Ce Quatuor à cordes, également dédié à l'auteur de La Bonne Chanson et dont le Finale est composé « sur le nom de Fauré » comme le mouvement lent du Quatuor à cordes de Ladmirault, est donc achevé en 1909.
L'hommage musical rendu à Fauré ne se fait de manière collective qu'en octobre 1922, lorsque la Revue musicale commande un numéro spécial auquel participent Ravel (avec la Berceuse sur le nom de Gabriel Fauré,), Enesco, Louis Aubert, Florent Schmitt, Charles Koechlin, Ladmirault et Roger-Ducasse.

## Création
Le Quatuor à cordes est créé le 17 décembre 1909. Claude Debussy, présent dans l'auditoire, serre le jeune compositeur dans ses bras et lui déclare à brûle-pourpoint : « Les deux mouvements rapides sont trop compliqués, mais pour l'Adagio, ça, mon, vieux, c'est du restes-y ! »

## Présentation

### Mouvements
1. Modéré, mais décidé ( = 92) en ré mineur à 
 — Le double du 1er mouvement (presque) à 
,
2. Pas vite et très rythmé ( = 116 à 126) en fa dièse mineur à 
, avec des superpositions de groupes à 
,
3. Très lent ( = 92) en mi bémol majeur à 
,
4. Finale « sur les lettres du nom FAURÉ » : Lent (exposé du thème au violoncelle) — Vite ( = 112) en ré mineur à

### Analyse
Selon Adolphe Piriou, « de forme libre et de structure épaisse », le Quatuor à cordes no 1 de Roger-Ducasse « est difficile à jouer, mais regorge d'invention subtile et élégante ».

## Discographie
Saluant le disque de Dominique Merlet consacré à des pièces pour piano de Roger-Ducasse comme un « sursaut contre la méconnaissance », Guy Sacre encourage « le curieux qu'un hasard fortuné a mené dans ces parages » à s'enquérir de ce Quatuor à cordes et du « radieux » Quatuor avec piano.

### Ouvrages généraux
- Adolphe Piriou, « Jean Roger-Ducasse », dans Walter Willson Cobbett et Colin Mason, Dictionnaire encyclopédique de la musique de chambre, vol. II : K–Z, Paris, Éditions Robert Laffont, coll. « Bouquins », 1999 (1re éd. 1929), 1627 p. (ISBN 2-221-07848-9, OCLC 43700186), p. 1231-1232

### Monographies
- Laurent Ceillier, Roger-Ducasse : Le musicien, l'œuvre, Paris, Éditions Durand, 1920, 87 p. (lire en ligne)
- Jacques Depaulis, Roger-Ducasse, Anglet, Séguier, coll. « Carré Musique », 2001, 154 p. (ISBN 2-84049-252-0)
- Vladimir Jankélévitch, Ravel, Paris, Seuil, coll. « Solfèges », 1956, rééd. 1995, 220 p. (ISBN 978-2-02-023490-0 et 2-02-023490-4)
- Jean-Michel Nectoux, Fauré, Paris, Seuil, coll. « Solfèges », 1995 (1re éd. 1972), 256 p. (ISBN 2-02-023488-2, OCLC 896791)